# Veckorevyn
Veckorevyn (brukar skrivas VeckoRevyn, tidigare skrivet Vecko-Revyn) är Sveriges största nättidning för unga kvinnor 18-25 år, vars pappersutgåva tidigare gavs ut av Bonnier Magazines & Brands. Den var från början en veckotidning, därefter en varannan veckas-tidning, en månadstidning och slutligen utkom den 6 gånger om året. Den behandlade ämnen som skönhet, shopping, kändisar, mode, kläder, kärlek, sex och relationer. År 2018 meddelades att tidningen läggs ned, men att sajten veckorevyn.com kommer fortsätta drivas i privat regi av chefredaktören Irena Pozar.

## Historik och beskrivning
Tidningen grundades 1935 av Albert Bonnier Jr, utgiven av Åhlén & Åkerlunds förlag och utgavs fram till 1999 en gång i veckan. Tidningen fick sin nuvarande inriktning, med unga kvinnor som målgrupp, vid en nylansering 1978. Det var Åhlén & Åkerlunds dåvarande utvecklingschef Gunny Widell som ryckte upp tidningen vilket gav henne Stora journalistpriset 1981.
Veckorevyn.com startade 2001 och är idag en av Sveriges största magasinssajter. Veckorevyn har arrangerat bloggeventet Blog Awards samt drivit kampanjen Size Hero – för sundare ideal i modebranschen.

## Chefredaktörer
- Kerstin Bernadotte 1938-1945
- Ria Wägner 1945-1946
- Mikael Katz
- Bertil Torekull 1962-1964
- Birgitta Dahl (journalist) 1973-1975
- Åke Emmer 1976-1977
- Karin Coyet 1977
- Arne Sundberg 1978-1979
- Ulf Persson 1979-1980
- Gunny Widell 1981-1985
- Lars Petterson 1986-1987
- Eva Birmann 1987-1989
- Åsa Holmström 1989-1990
- Gunny Widell 1990-1991
- Amelia Adamo 1991-1995
- Claes Blom 1995-1997
- Åsa Rydgren 1997-1998
- Helene Arkhem  1998-2000
- Emma Hamberg 2000- 2001
- Niklas Sessler 2000-2001
- Charlotta Flinkenberg 2001-2005
- Ebba von Sydow 2005-2007
- Louise Bratt 2007-2011
- Linda Öhrn Lernström 2011-2014
- Karolina Olovsson 2014-2018
- Irena Pozar 2019-

## Utgivningsfrekvens
Veckorevyn grundades som en veckotidning. Den har på senare år minskat utgivningsfrekvensen, i takt med minskande upplaga och satsningar på Internet.
Tidningen gavs ut som veckotidning åren 1935–1999, medan den 1999–2011 var en fjortondagarstidning. I oktober 2011 övergick man till månadsutgivning, med målsättningen att istället producera en tidning med fylligare redaktionellt material. År 2016 övergick utgivningen till sex nummer per år. En stor del av tidningens unga läsare ansågs samtidigt ha övergett papperstidningar som fenomen för Internet. Något namnbyte var dock inte aktuellt, eftersom förlaget ansåg att "Veckorevyn" var ett starkt varumärke.
Parallellt med att upplagan och antalet läsare (2014 hade tidningen i snitt 117 000 läsare) sjunkit, har man gjort en Internetsatsning via Veckorevyn.com (som januari 2015 varje vecka hade cirka 189 000 besökare).
I december 2018 meddelade Bonnier att man lägger ner papperstidningen till följd av vikande upplaga. Det sista tryckta numret var #1 2019. 

## Källhänvisningar
1. ↑  "ORVESTO Konsument 2014:Helår". Arkiverad 4 mars 2016 hämtat från the Wayback Machine. tns-sifo.se. Läst 9 april 2015.
2. ↑  "Åhlén & Åkerlund. NE.se. Läst 2012-06-12.
3. ↑  ”Printutgåvan läggs ner och Irena Pozar tar över driften av Veckorevyn”. www.dagensmedia.se. https://www.dagensmedia.se/nyheter/printutgavan-laggs-ner-och-irena-pozar-tar-over-driften-av-veckorevyn/. Läst 7 februari 2019.
4. ↑   VeckoRevyn i Nationalencyklopedins nätupplaga. Läst 9 april 2015.
5. ↑  Christian Ström/Emanuel Videla (2011-08-19): "Veckorevyn sänker tempot". Arkiverad 15 april 2015 hämtat från the Wayback Machine. resume.se. Läst 9 april 2015.
6. ↑  Julia Lundin (2016-02-03): "Veckorevyn halverar utgivningen". Läst 25 oktober 2017.
7. ↑  Helander, Magnus (2011-10-21): "Månadstidning men Veckorevyn behåller namnet". Arkiverad 15 april 2015 hämtat från the Wayback Machine. resume. Läst 9 april 2015.
8. ↑  " ORVESTO® Internet – Veckoräckvidder". Arkiverad 3 april 2015 hämtat från the Wayback Machine. tns-sifo.se. Läst 9 april 2015.